# FPS Creator
FPS Creator — серия конструкторов игр для разработки игр в жанре шутера от первого лица. 

## Технические характеристики
Для этой серии конструкторов существует много готовых моделей, скриптов, шейдеров и других ресурсов.
Элементы уровня разделены на группы: блоки (prefabs), сегменты (segments), маркеры (markers) и компоненты (entities). Для реализации физики используется библиотека Open Dynamics Engine. 
Поддерживаются различные спецэффекты: туман, шейдеры и т.д.
Встроен искусственный интеллект противников, настроенный по умолчанию.
Присутствует встроенный скриптовый язык FPI, благодаря которому можно запрограммировать поведения, события и т.д.

## История

### FPS Creator X9
Вышел в августе 2006 года и получал обновления до мая 2012 года. Последний патч 1.20.018. Конструктор и игры этой версии запускаются на Windows XP, Vista, 7, 8, 10, 11.
В 2016 году данная версия стала бесплатная, был опубликован её исходный код и выложено много модель-паков.

### FPS Creator X10
Вышел в 2008 году и получал обновления до 2010 года. Конструктор и игры этой версии запускаются на Windows Vista, но с проблемами на Windows 7. Не все официальные и авторские ресурсы для игры воспринимает X10.

### FPS Creator Reloaded
31 октября 2013 года вышла BETA 1 (311013). Была улучшена графика, появился генератор ландшафта.

#### График разработки FPSCR
Cadence Альфа 1.1 - 29 ноября 2013.
- Оптимизация производительности.
- Новая система крепления стен и ограждений.
- Поиск ошибок и улучшение конструктора.

Cadence Альфа 1.2 - 20 декабря 2013.
- Импорт изображений (создание знаков, картинок).
- "Sign creator" - редактор надписей в игровом мире.
- Поиск ошибок и улучшение конструктора.

Beta 2 - 31 января 2014. 
- Легкий импорт 3D объектов.
- Скриптовая система.